# Tarja Cronberg
Tarja Cronberg, nata Tarja Mattila (Helsinki, 29 giugno 1943), è una politica finlandese.
È stata membro del Parlamento finlandese dal 2003 al 2007. Ha presieduto il suo partito dal 2005 al 2009 ed è stata Ministro del Lavoro nel governo finlandese dal 2007 al 2009, il secondo governo Matti Vanhanen. È stata membro del Parlamento europeo dal 2011 al 2014 per Lega Verde.